# Toy Boy (Fernsehserie)

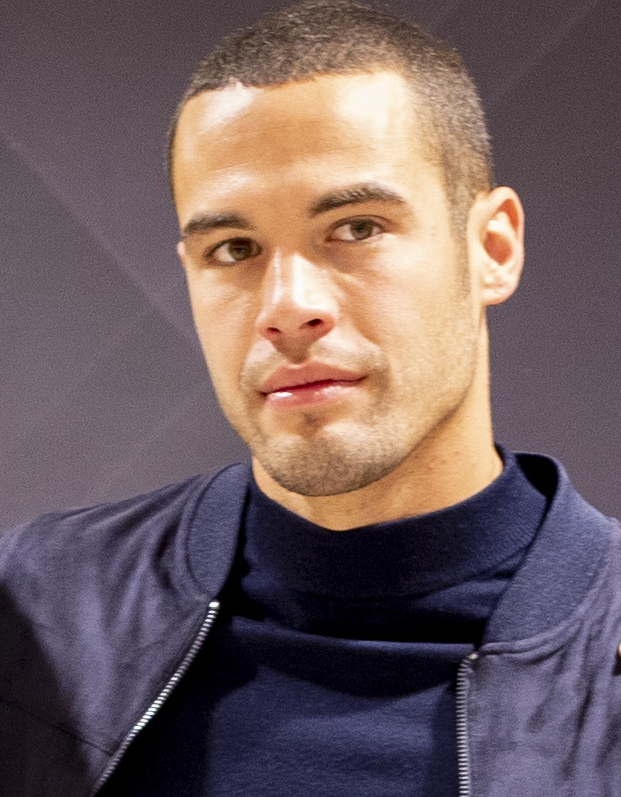
Jesús Mosquera spielt Hugo Beltrán González

Toy Boy ist eine spanische Kriminalthriller-Serie, die von Atresmedia in Zusammenarbeit mit Plano a Plano umgesetzt wurde. Die Erstveröffentlichung erfolgte am 6. September 2019 auf dem spanischen Festival FesTVal, ab dem 8. September wurden die Folgen wöchentlich auf der kostenpflichtigen Streamingplattform Atresplayer veröffentlicht, bevor ab Ende September die Ausstrahlung auf dem spanischen Fernsehsender Antena 3 erfolgte. Im deutschsprachigen Raum fand die Erstveröffentlichung der Serie am 28. Februar 2020 auf dem Streamingdienst Netflix statt.

## Handlung
Hugo Beltrán ist ein junger gutaussehender Stripper, der im Inferno arbeitet, einem angesagten Stripclub in Marbella. Neben seiner Arbeit verbringt er die Zeit mit seiner Geliebten Macarena Medina, das Oberhaupt der Medina Familie, einer der einflussreichsten und reichsten Familien in Marbella. Nach einer durchzechten Nacht auf einer Sexparty wacht Hugo auf seinem Boot auf und entdeckt die kopflose und verbrannte Leiche von Macarenas Ehemann. Da er während der Party mit Drogen vollgepumpt wurde, kann er sich an nichts mehr erinnern, ist sich aber sicher, nicht der Mörder zu sein. In einem überhasteten Gerichtsverfahren wird er schließlich zu fünfzehn Jahren Gefängnis verurteilt.
Sieben Jahre nach der Tat bekommt Hugo Besuch von der jungen Anwältin Triana Marín, deren Anwaltskanzlei den Fall neu aufrollen will, da erhofft wird, das Image der Kanzlei mit diesem Pro-Bono-Mandat aufbessern zu können. Hugo traut der Sache nicht wirklich, aber lässt sich dennoch auf die Zusammenarbeit ein. Kurze Zeit später ist er auf Bewährung draußen und muss bei der neuen Gerichtsverhandlung seine Unschuld beweisen. Hugo und Triana versuchen fortan herauszufinden, wieso er unschuldig im Gefängnis gelandet ist und dringen dabei immer tiefer in die kriminellen Machenschaften in der Stadt Marbella ein. Hugos Stripperkollegen aus dem Inferno unterstützen ihn dabei und bringen das Gleichgewicht in der Luxusstadt Marbella ganz schön ins Wanken.

## Besetzung und Synchronisation
Die deutschsprachige Synchronisation entsteht nach den Dialogbüchern von Sylvia Bartoschek, Florian Erdle, Katharina Lange und Ricarda Holztrattner sowie unter der Dialogregie von Iris Artajo durch die Synchronfirma TV+Synchron in Berlin.
| Rolle                              | Schauspieler         | Synchronsprecher  |
| ---------------------------------- | -------------------- | ----------------- |
| Hugo Beltrán González              | Jesús Mosquera       | David Brizzi      |
| Triana Marín                       | María Pedraza        | Amelie Plaas-Link |
| Macarena Medina de Solís           | Cristina Castaño     | Mareile Moeller   |
| Iván Nieto Guillén                 | José de la Torre     | Jeremias Koschorz |
| Jairo Soto                         | Carlo Costanzia      | ?                 |
| Germán                             | Raudel Raúl Martiato | Peter Lontzek     |
| Óscar                              | Carlos Scholz        | Dirk Stollberg    |
| Andrea Norman Medina               | Juanjo Almeida       | Sebastian Fitzner |
| Borja Medina de Solís              | José Manuel Seda     | Jaron Löwenberg   |
| Mateo Medina de Solís              | Álex Gadea           | Alexander Doering |
| Mario Zapata                       | Pedro Casablanc      | Rainer Doering    |
| Benigna Rojas Romero               | Adelfa Calvo         | Almut Zydra       |
| Ángel Altamira Velázquez           | Javier Mora          | Viktor Neumann    |
| Carmen de Andrés                   | María Pujalte        | Antje von der Ahe |
| Claudia                            | Nía Castro           | Manja Doering     |
| Luisa García García                | Miriam Díaz-Aroca    | Daniela Hoffmann  |
| María Teresa Rojas Romero          | Elisa Matilla        | Anna Grisebach    |
| Irina                              | Marina Esteve        | Mascha Raykhman   |
| Leonardo „El Turco“ Jiménez Gallia | Álex González        | Florian Hoffmann  |
| Rania Gallia                       | Federica Sabatini    | Lorella Borrelli  |
| Darío                              | Maxi Iglesias        | Nicolás Artajo    |
| Gurú                               | Enrique Arce         | Michael Iwannek   |
| Álex                               | Miguel Ángel Galacho | Timo Weisschnur   |
| Rey                                | Tony Zenet           | Rainer Fritzsche  |
| Vater von Triana                   | Paco Marín           | Bernd Vollbrecht  |

## Episodenliste

### Staffel 1
| Nr. (ges.) | Nr. (St.) | Deutscher Titel       | Originaltitel        | Erstveröffentlichung (Spanien) | Deutschsprachige Erstveröffentlichung (D/A/CH) | Regie          | Drehbuch                                                    |
| ---------- | --------- | --------------------- | -------------------- | ------------------------------ | ---------------------------------------------- | -------------- | ----------------------------------------------------------- |
| 1          | 1         | Pilot                 | Piloto               | 8. Sep. 2019                   | 28. Feb. 2020                                  | Iñaki Mercero  | Rocío Martínez & Juan Carlos Cueto                          |
| 2          | 2         | Unter Toten           | De entre los muertos | 15. Sep. 2019                  | 28. Feb. 2020                                  | Iñaki Mercero  | Pablo Roa & Fernando Sancristóbal                           |
| 3          | 3         | Das endgültige Urteil | El juicio final      | 22. Sep. 2019                  | 28. Feb. 2020                                  | Javier Quintas | Rocío Martínez, Juan Carlos Cueto & Fernando Sancristóbal   |
| 4          | 4         | Im Kreis irren        | Casilla de salida    | 29. Sep. 2019                  | 28. Feb. 2020                                  | Javier Quintas | Fernando Sancristóbal & Almudena Ocaña                      |
| 5          | 5         | Am Puls des Täters    | El pulso del asesino | 6. Okt. 2019                   | 28. Feb. 2020                                  | Javier Quintas | Rocío Martínez, Juan Carlos Cueto, Pablo Roa & Ramón Tarrés |
| 6          | 6         | Das Ende des Tunnels  | El final del túnel   | 13. Okt. 2019                  | 28. Feb. 2020                                  | Iñaki Mercero  | Fernando Sancristóbal & Almudena Ocaña                      |
| 7          | 7         | Maskerade             | Juego de máscaras    | 20. Okt. 2019                  | 28. Feb. 2020                                  | Iñaki Mercero  | Pablo Roa & Ramón Tarrés                                    |
| 8          | 8         | Der einzige Zeuge     | Único testigo        | 27. Okt. 2019                  | 28. Feb. 2020                                  | Iñaki Mercero  | Pablo Roa & Ramón Tarrés                                    |
| 9          | 9         | Mutterliebe           | Amor de madre        | 3. Nov. 2019                   | 28. Feb. 2020                                  | Javier Quintas | Fernando Sancristóbal & Almudena Ocaña                      |
| 10         | 10        | Polaroids             | Polaroids            | 10. Nov. 2019                  | 28. Feb. 2020                                  | Javier Quintas | Pablo Roa & Ramón Tarrés                                    |
| 11         | 11        | Der Welpe             | Cachorro             | 17. Nov. 2019                  | 28. Feb. 2020                                  | Javier Quintas | Fernando Sancristóbal & Almudena Ocaña                      |
| 12         | 12        | Der USB-Stick         | Redención            | 24. Nov. 2019                  | 28. Feb. 2020                                  | Iñaki Mercero  | Pablo Roa, Ramón Tarrés & Fernando Sancristóbal             |
| 13         | 13        | Gefallene Engel       | Ángeles caídos       | 1. Dez. 2019                   | 28. Feb. 2020                                  | Iñaki Mercero  | Pablo Roa, Ramón Tarrés & Fernando Sancristóbal             |

### Staffel 2
| Nr. (ges.) | Nr. (St.) | Deutscher Titel                   | Originaltitel                   | Erstveröffentlichung (Spanien) | Deutschsprachige Erstveröffentlichung (D/A/CH) | Regie           | Drehbuch                                          |
| ---------- | --------- | --------------------------------- | ------------------------------- | ------------------------------ | ---------------------------------------------- | --------------- | ------------------------------------------------- |
| 14         | 1         | Der, den du am meisten liebst     | La persona a la que más quieres | 26. Sep. 2021                  | 11. Feb. 2022                                  | Javier Quintas  | Pablo Roa, Verónica Marzá & Fernando Sancristóbal |
| 15         | 2         | Was ist Sex für dich?             | ¿Qué es el amor para ti?        | 3. Okt. 2021                   | 11. Feb. 2022                                  | Javier Quintas  | Fran Carballal & Verónica Marzá                   |
| 16         | 3         | Der Preis der Götter              | El precio de los dioses         | 10. Okt. 2021                  | 11. Feb. 2022                                  | Javier Quintas  | Nerea Gil & Enrique Lojo                          |
| 17         | 4         | Himmel und Hölle                  | Cielo e Infierno                | 24. Okt. 2021                  | 11. Feb. 2022                                  | Javier Quintas  | Pablo Manchado & Fran Carballal                   |
| 18         | 5         | Entweihte Tempel                  | Templos profanados              | 31. Okt. 2021                  | 11. Feb. 2022                                  | Laura M. Campos | Nerea Gil & Enrique Lojo                          |
| 19         | 6         | Eine große Geste                  | Un gesto de amor                | 7. Nov. 2021                   | 11. Feb. 2022                                  | Laura M. Campos | Pablo Manchado & Fran Carballal                   |
| 20         | 7         | Warum nennen sie mich den Türken? | ¿Por qué me llaman El Turco?    | 14. Nov. 2021                  | 11. Feb. 2022                                  | Javier Quintas  | Pablo Manchado, Nerea Gil & Verónica Marzá        |
| 21         | 8         | Offene Türen                      | Puertas que se abren            | 21. Nov. 2021                  | 11. Feb. 2022                                  | Javier Quintas  | Pablo Roa, Verónica Marzá & Fernando Sancristóbal |